# Victor-Auguste-Isidore Dechamps
Victor-Auguste-Isidore Dechamps (ur. 6 grudnia 1810 w Melle, zm. 29 września 1883 w Mechelen) – belgijski duchowny katolicki, kardynał, arcybiskup Mechelen i prymas Belgii, redemptorysta, brat polityka Adolphe'a Dechampsa.

## Życiorys
20 grudnia 1834 w Mechelen przyjął święcenia kapłańskie. W sierpniu 1835 wstąpił do zakonu redemptorystów. 25 września 1865 został wybrany biskupem Namur. Sakrę przyjął 1 października 1865 w Rzymie z rąk kardynała Karla Augusta von Reisacha (współkonsekratoratorami byli arcybiskupi Edward Manning i Giuseppe Berardi). 20 grudnia 1867 objął stolicę prymasowską Mechelen, na której pozostał już do śmierci. Uczestniczył w obradach soboru watykańskiego I. 15 marca 1875 Pius IX wyniósł go do godności kardynalskiej. Wziął udział w Konklawe 1878 wybierającym Leona XIII.